# 藤岡一男
藤岡 一男（ふじおか かずお、1911年（明治44年）1月10日 - 1994年（平成6年）1月9日）は、地質学者であり、教育者でもある。北海道帝国大学理学部を卒業後、理学部助手となり、植物化石の研究に従事。秋田鉱山専門学校教授となり、秋田大学鉱山学部教授、秋田大学名誉教授となる。岡山県高梁市出身。

## 経歴

### 生い立ち
明治44年（1911年）1月10日、川上郡落合村福地（現･高梁市落合町福地）に生まれる。旧制高梁中学校（現・岡山県立高梁高校）を経て広島高等師範学校を卒業。高等師範学校在学中から成羽地域に分布する三畳紀植物化石の研究を始め、北海道帝国大学大石三郎助教授の指導を受け、昭和9年（1934年）北海道帝国大学理学部地質学鉱物学科に入学、引き続き大石助教授に師事する。同12年（1937年）卒業後理学部副手、同年12月理学部助手となり、植物化石の研究に従事した。

### 秋田時代
昭和17年（1942年）秋田鉱山専門学校教授となり、同24年（1949年）北海道帝国大学から理学博士の学位を授与される。昭和25年（1950年）学制改革により、新制秋田大学鉱山学部教授に配置換えとなり、同51年（1976年）定年で退官するまで勤め、秋田大学名誉教授の称号を受ける。秋田大学在職中の研究は一貫して中世代及び新生代の植物化石の研究を行う。学会関係では、日本地質学会評議員、学術審議会専門委員、石油及び可燃性天然ガス資源開発審議会専門委員を経験した。秋田大学内では秋田大学評議員、秋田大学付属図書館長を歴任し、大学運営に携わった。
一方、学外では新潟大学理学部、東北大学理学部、山形大学文理学部、東京大学理学部の各講師、工業技術地質調査所調査委員を歴任した。また秋田県内では、八郎潟干拓事業企画委員会委員、秋田県文化財専門委員、秋田県総合開発審議会委員、秋田県地下資源開発促進協議会委員、秋田県公害審査会委員なども歴任した。長年にわたる植物化石の研究の出発点は、高梁中学校在学中に成羽に多産する三畳紀植物化石の採取にあった。その後も広島高等師範学校、北海道帝国大学時代を通じて上部三畳系成羽層群の植物化石の研究を続け、成羽の植物化石を世界的に有名にした功績は大きい。
昭和29年（1954年）には、成羽町文化功労賞、同39年（1964年）には秋田県文化功労賞を受け、同60年（1985年）に勲三等旭日中綬章を受賞、同63年（1988年）に成羽町名誉町民に推される。　